# Blomvass
Blomvass (Butomus umbellatus) är en perenn blommande monokotyledon, som på meterhög stängel bär en rik flock av stora, liljeformade blommor.
Blomvass är den ena av endast två arter i släktet Butomus, som i sin tur är det enda släktet i familjen blomvassväxter (Butomaceae). Den andra arten i släktet är Butomus junceus.

## Beskrivning
Blomhyllets blad bildar en färgad (kronlik) kalk med föga olikhet mellan de yttre och inre bladen. Ståndarna är nio, sex i en yttre, tre i en inre krets, av vilka de yttre först blommar. Knapparna undergår en stor formförändring, då de öppnar sig. Den tvåkönade blomman har sex nästan fria pistiller, som mellan sina fruktämnen har nektargömmena. Blomman är självsteril, det vill säga självbefruktning fungerar inte. Detta motverkar ofördelaktig inavel. Blomman är därför beroende av insekter för befruktning.
Blomvass kan rota sig på upp till 3 m vattendjup, men om djupet är mer än en knapp meter blommar den inte, men kan förökas vegetativt.
En rugge blir 30 – 50 cm vid, och blommorna 2,5 – 3 cm i diameter.
Endast enstaka blad når upp till blomman, som höjer sig över de flesta bladen.
Kromosomtalet är 2n = 20 eller 40.
Frukten utgörs av sex trerummiga baljkapslar. (Liknar vissa ranunkulaceer, till exempel Caltha och Aquilegia.)

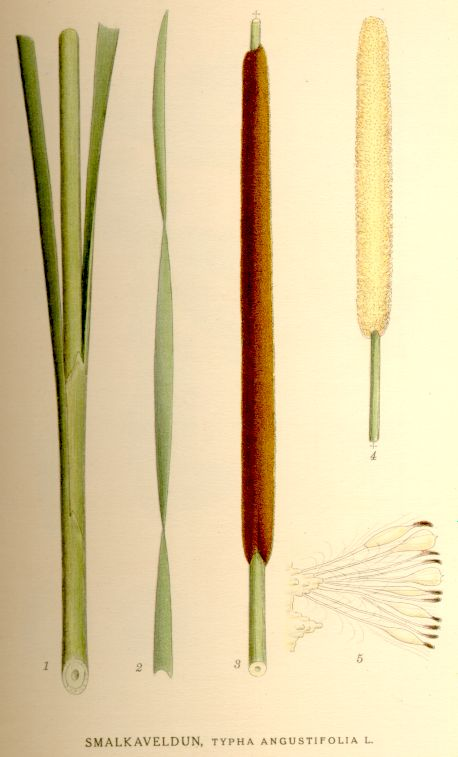
Smalkaveldun
Bladet vrider sig flera varv

Bladen börjar med trekantigt tvärsnitt i två rader vid stängelbasen. De fortsätter jämnbreda men avplattas mot toppen, fortsatt upprättstående. Nära toppen vrider sig bladet ett varv, ett så kallat skruvblad. Bladen är styva hela vägen. Genom den propellerliknande bladformen bildas vid blåst turbulens kring strået, som gör att sidokraften minskar, och en del av vindenergien snurrar uppåt. Det styva bladet böjs därför föga eller inte alls av blåst, utan får bara gungande rörelser. Detta är ett exempel på organismers ändamålsenliga evolution. (Jfr smalkaveldun.)
Samma princip tillämpas för konstruktionen av höga skorstenar, som förses med en kam, som slingrar sig uppåt mot toppen.
Blomningstid juni–augusti; frön mognar i augusti–september. Om frön torkar, minskar grobarheten snabbt.

## Etymologi
- Butomus härleds från grekiskans bous = oxdjur + tome = att skära; detta därför att man trott att bladens skarpa kanter kunnat ge skärsår i betande djurs munnar.
- Umbellatus betyder med flock som är en böjningsform av latinets umbella = parasoll; umbra = skugga. Jfr engelska umbrella (obs stavningen) = paraply). Det är blomställningen som åsyftas härmed. Namngivningen synes dock något märklig, eftersom blomvass inte trivs särskilt väl i skugga.

## Habitat
Finns i större delen av Europa och österut långt in i Asien.
Blomvassen är inte allmän i Sverige, men tämligen ymnig där den förekommer. (Om dess växtsamhälle, se vidare under svalting och igelknopp.) Redan i Norrland är den ganska ovanlig, men i Jämtland har blomvass påträffats upp till 270 m ö h.
I Norge är blomvassen sällsynt; i Danmark finns den på somliga öar, men kan vara sällsynt på andra. I Finland finns blomvass på många platser.
I Israel är blomvass på utdöende på grund av att dess habitatområden krymper genom människans skövling av naturen.

### USA
Blomvass är inte ursprunglig i USA, men har introducerats till två områden, det ena i närheten av Detroit med troligt ursprung från västra Asien eller Europa. Det andra området är längs Saint Lawrencefloden med troligt ursprung från östra delen av Asien. (L C Anderson & al, 1974) 
I Wisconsin har blomvass funnit sig så väl tillrätta, att den blivit svårt invasiv kring de Stora sjöarna, och därför bekämpas. I Vermont är det inte lika illa, men blomvass betraktas som ogräs.
Första observation i området kring Saint Lawrencefloden gjordes 1897; första insamlade exemplaret togs 1905 i närheten av La Prairie. Släktingen Butomus junceus har också påträffats introducerad kring Saint Lawrencefloden.
Från Detroit-området insamlades blomvass för första gången ej förrän 1930. Insamlingen gjordes av O A Farwell, som därvid gjorde anteckningen Har funnits här sen före 1918.
Sedermera har enstaka fynd gjorts i några ytterligare delstater, bl a Indiana.
I USA har förekomst noterats upp till 700 m ö h.

## Biotop
Växer i intill 3 m djupt vatten invid stränderna av näringsrika sjöar, dammar, diken och långsamflytande åar, där blomvass delar miljö med säv, svärdslilja, sjöranunkel, stäkra m fl arter. Blomvass måste stå soligt; i skugga växer den inte.
I icke-blommande form kan blomvass växa helt under vatten, eller med endast bladen flytande på vattenytan. En tid ansågs detta vara en särskild art och gavs det vetenskapliga namnet Butomus umbellatus var. vallisneriifolia. Försök i USA (har emellertid visat att samma individ kan "dresseras" till upprättstående och blommande, och vanliga blommande exemplar kan "dresseras" till undervattenslevnad. Det finns alltså ej skäl till separat vetenskapligt namn; det är en och samma art med stor anpassningsförmåga till rådande miljö. (R L Stuckey & al, 1990.) 

## Användning
De långa bladen är starka, och har använts till att fläta mattor och stolsitsar.
Rotknölen är näringsrik och ätlig, mer än 50 % stärkelse, och kan användas till bakning av bröd. I Ryssland är blomvassbröd vanligt förekommande. Den något omständliga beredningen har följande moment:
1. Skörda tidigt på våren eller sent på hösten.
2. Tvätta, rensa bort rottrådarna, och låt torka lindrigt.
3. Skär i små bitar och sluttorka tills bitarna blir helt hårda.
4. Mal bitarna till mjöl. Detta är vitt och välluktande.
5. Koka i vatten under 1 timme till en tunn välling.
6. Ställ undan kärlet ett par dagar och slå av det klara vattnet.
7. Bottensatsen, som luktar milt och gott, sätts att torka.
8. När det är helt torrt, blanda det med vanligt mjöl, och baka bröd på vanligt sätt. Resultatet blir ett vitt  bröd med en god, något sötaktig smak.

Mjölet kan även användas som förtjockningsmedel.
Det går också att använda rotknölen utan att gå via mjöltillverkning, om den skalas och rottrådarna avläsnas.

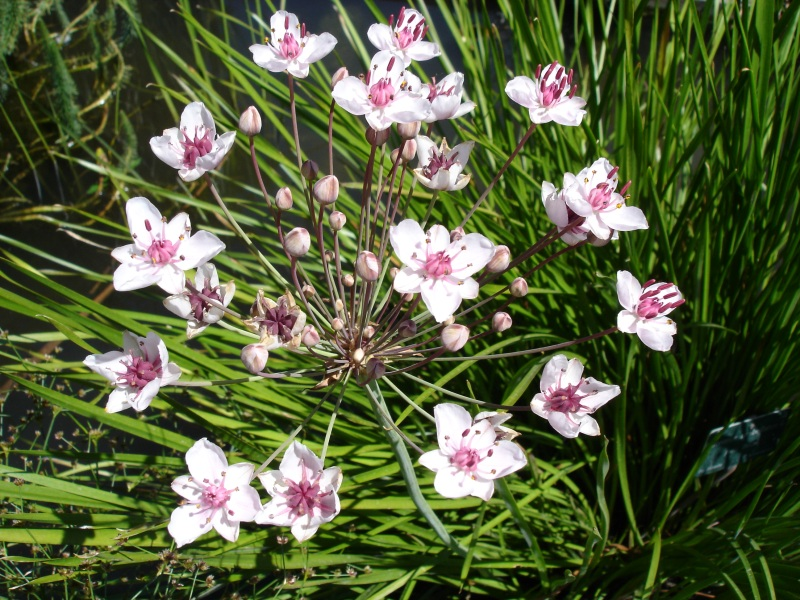
Ibland är blommorna vita, …
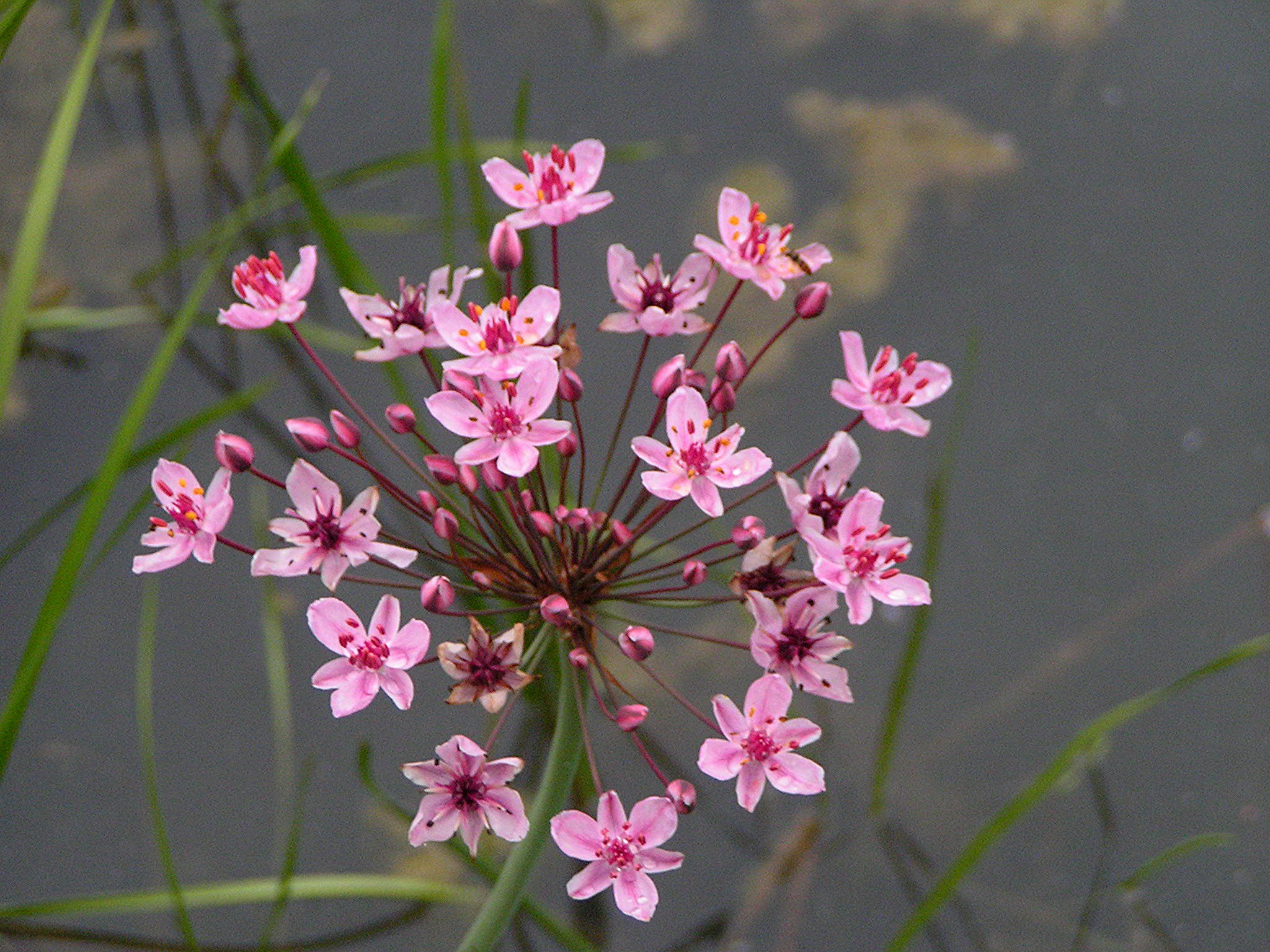
… men på vissa växtplatser rosa
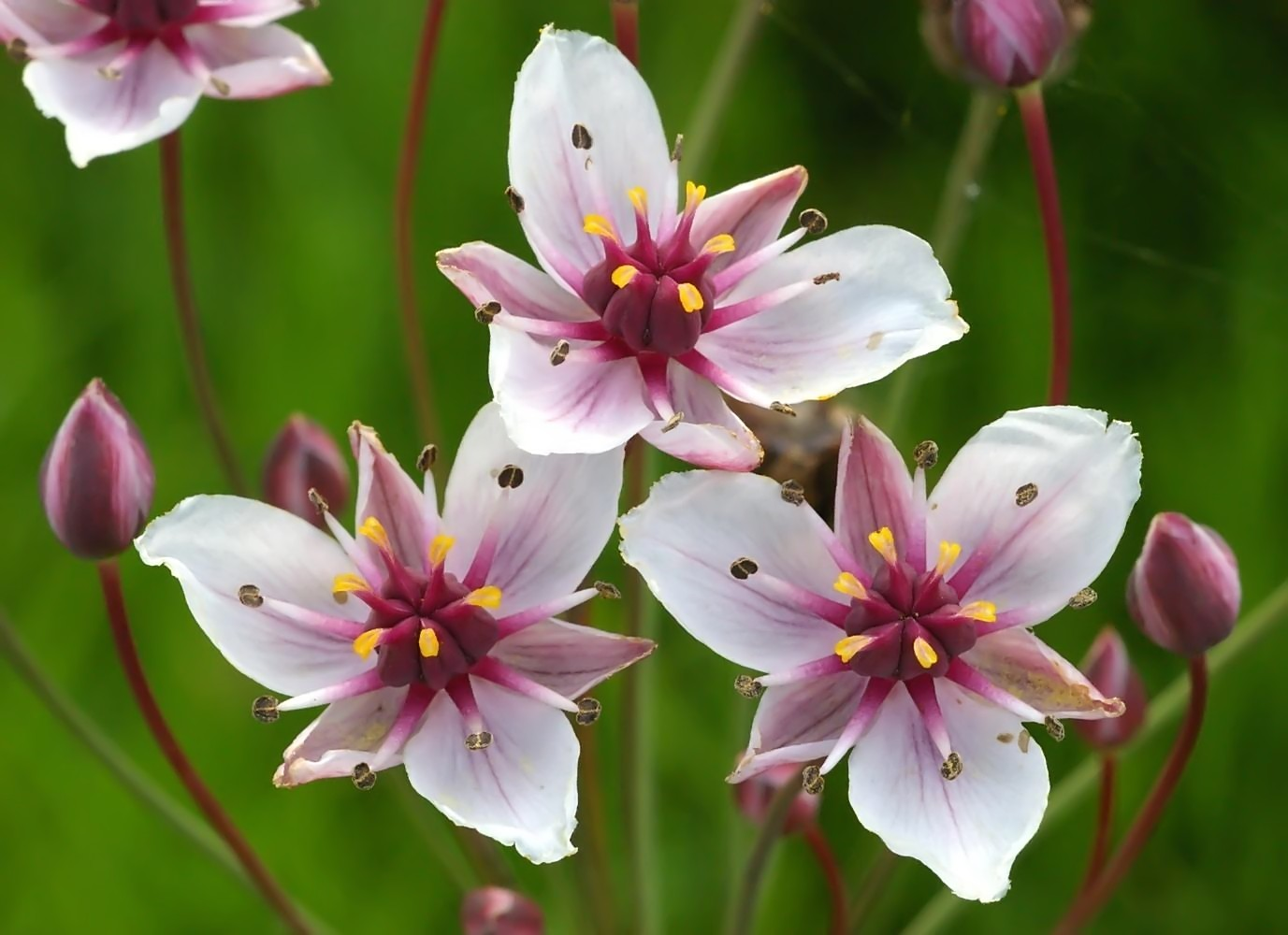
Alla de 9 ståndarnas märken (mörkbruna) är fortfarande små i början av blomningen De 6 gula prickarna är pistillernas märken
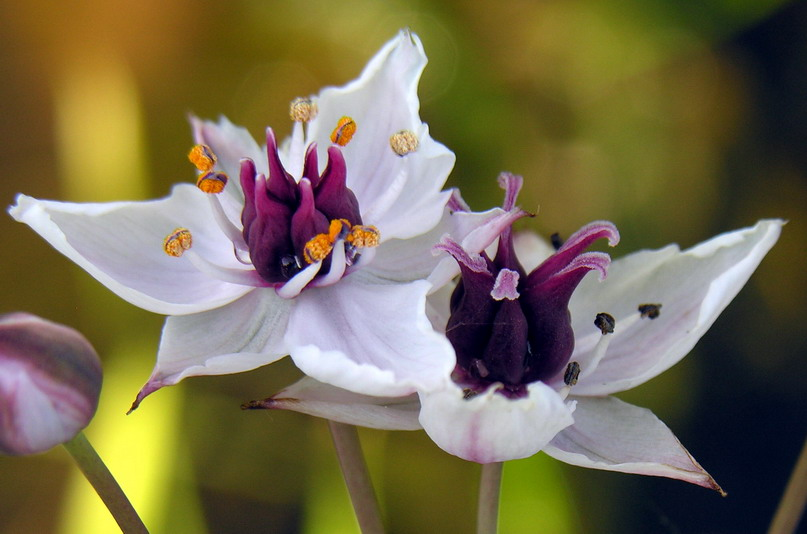
Två utvecklingsstadier för ståndare och pistiller
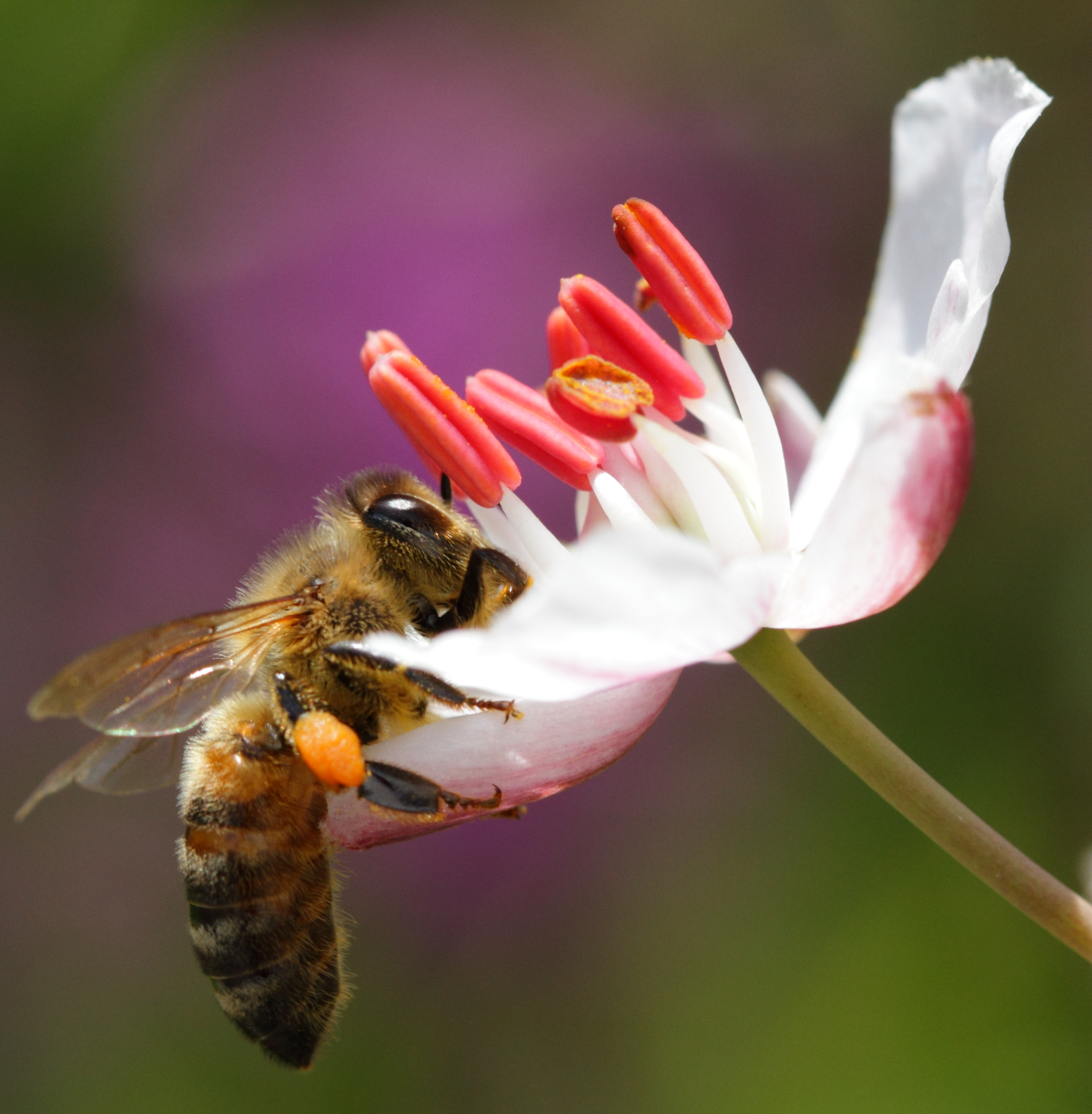
Längre fram på sommaren sväller ståndarknapparna mångdubbelt större Ett honungsbi söker nektar
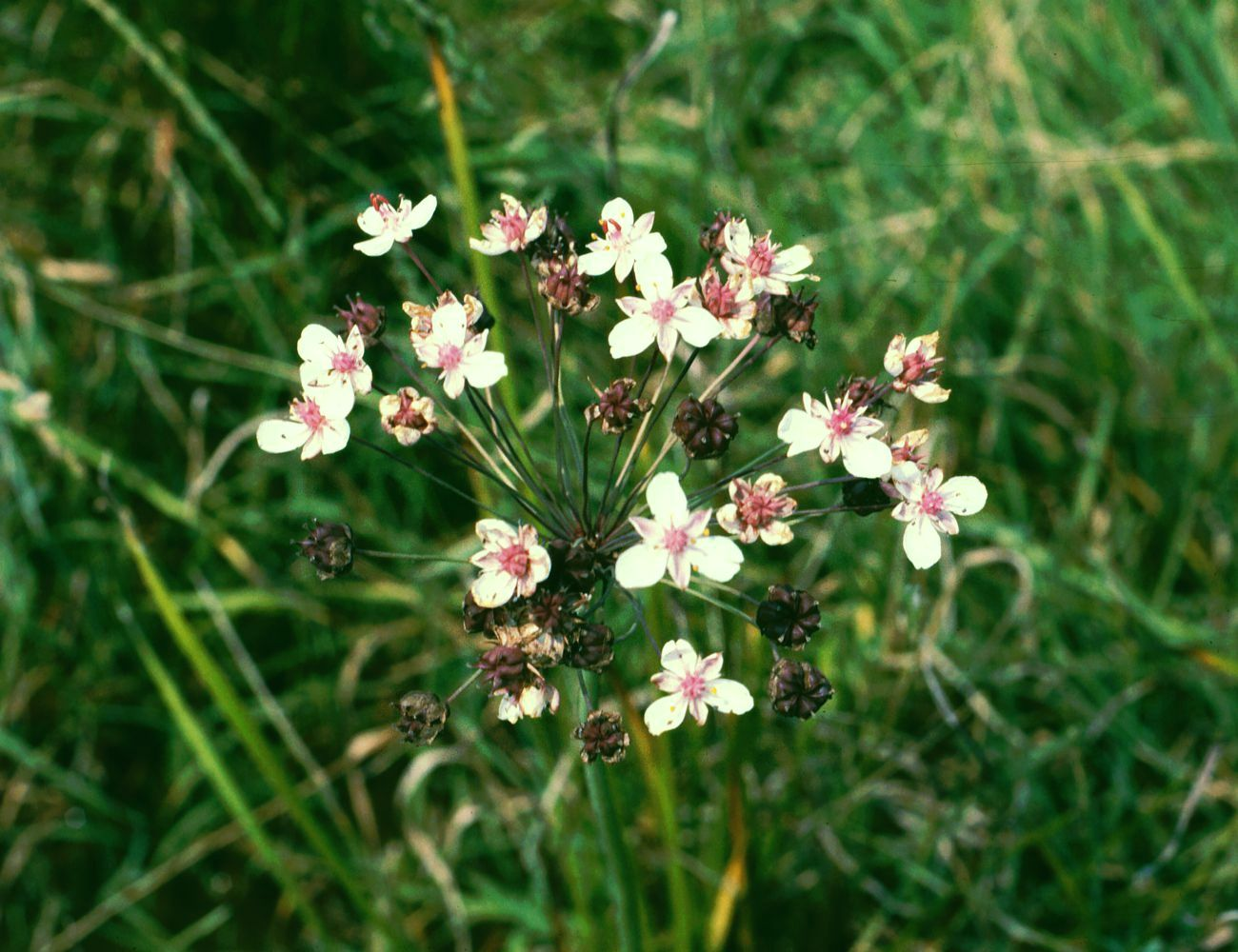
Vissnande blomma Svarta baljkapslar börjar bildas
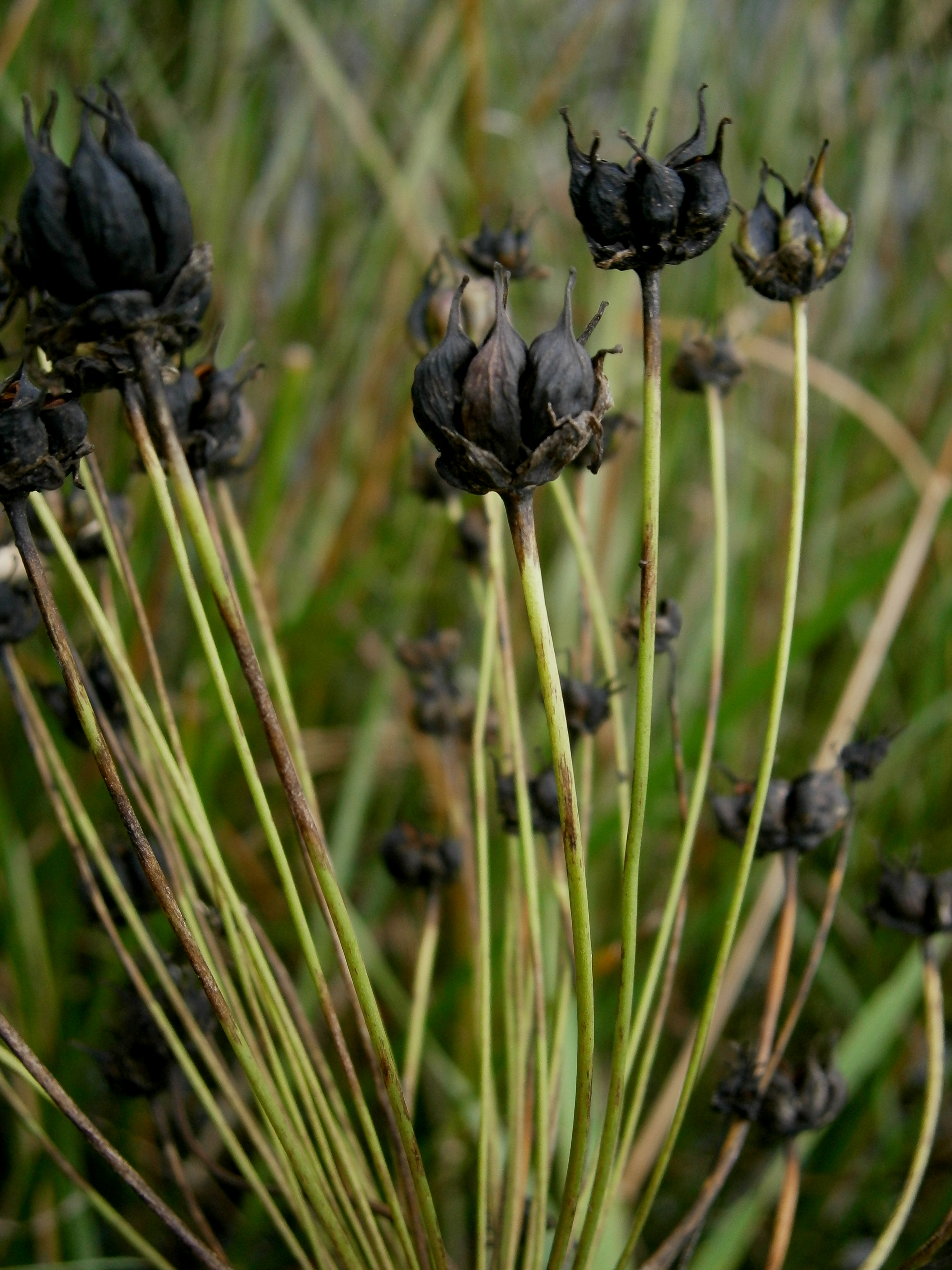
Färdigblommat
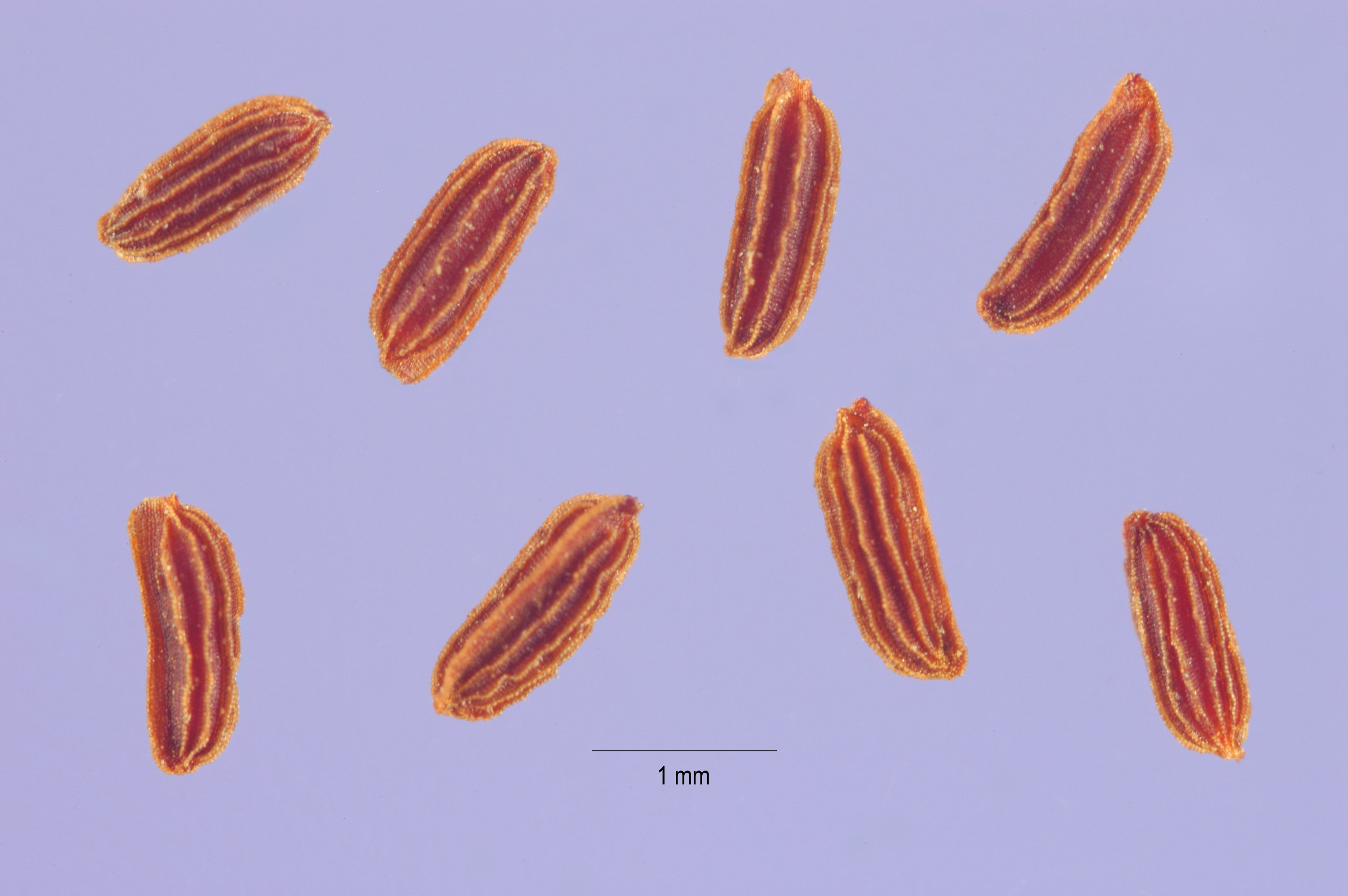
Frön Lägg märke till skalan längst ned